# Maria Luigia Pizzoli
Maria Luigia Pizzoli (Bologna, 10 febbraio 1817 – Bologna, 18 gennaio 1838) è stata una pianista e compositrice italiana, la prima in Italia ad istituire un premio per musicisti, esplicitando che le donne non dovessero venirne escluse.

## Biografia
Maria Luigia Pizzoli nacque a Bologna nel 1817, figlia unica del nobile bolognese Gaetano Luigi Pizzoli e della ravennate Cristina Baldini, da poco funestati dalla morte di due figlioletti. I genitori posero ogni cura per la sua istruzione e la bambina diede segno di eccellere nell'apprendimento delle lingue, nello studio della storia e della musica.
Inizialmente prese lezioni di pianoforte da noti maestri delle scuole bolognesi. Sotto la guida di Giuseppe Pilotti, maestro di cappella della basilica di San Petronio e insegnante di contrappunto al Liceo musicale di Bologna, dopo soli 18 mesi di studio, Pizzoli dimostrò di essere in grado di comporre dei brevi preludi. Venne quindi indirizzata dal maestro, stupito della sua bravura, agli insegnamenti di contrappunto del più noto musicista e compositore Gaetano Magazzari.
Maria Luigia Pizzoli si rivelò in breve tempo non solo un'abile pianista, ma anche una compositrice. Il 2 dicembre 1836 al Teatro privato Loup venne eseguita una sua sinfonia dall'orchestra diretta dal primo violino Giuseppe Manetti, che in un articolo pubblicato su un periodico specialistico di Bologna venne così commentata: «La è di un genere che placa anche a' più schifiltosi; perocché, in mezzo a un lavoro studiosissimo, non è mai dimenticata quella melodia che l'orecchio Italiano dimanda, e che forma l'incanto della musica. Onore a lei e al Signor Gaetano Magazzari che le è Maestro!»
Nel 1837, all'età di diciannove anni, fu invitata dal direttore della Società del Casino di Bologna ad accompagnare il più grande arpista d'Italia. Fece così la sua prima apparizione come pianista, affiancando l'arpa in maniera ammirevole, e come compositrice, eseguendo una sonata a quattro mani, scritta da lei stessa, accompagnata da Gaetano Corticelli.
Il giorno seguente i giornali abbondarono di lodi per la sua esibizione e il suo talento. Proprio quando la sua fama raggiunse il massimo, fu colpita da una grave malattia cardiaca, durata circa due anni, che affrontò "con pietà e rassegnazione".
Come ultimo desiderio, prima di morire, al fine di incoraggiare l'arte che amava, istituì un premio perpetuo in denaro, assegnato dalla Società Filarmonica alla miglior fuga composta da giovani studenti all'esame di contrappunto presso il Liceo Musicale di Bologna, precisando che potevano candidarsi a questa prova sia uomini che donne.
Morì il 19 gennaio 1838, tre giorni dopo aver dettato le sue volontà, lasciando un alto numero di opere, nonostante la sua breve vita. Un'edizione di queste fu stampata a Milano nel 1840.
La sua lapide, al cimitero della Certosa, così recita: «Qui riposa Maria Luigia Pizzoli, giovane di rarissimo ingegno, colta in lettere, compositrice di musica, pianista incomparabile. Accademica Filarmonica onoraria, prima istitutrice di perpetuo annuo premio per gli studenti di contrappunto nel patrio Liceo. Sofferse biennale penosa malattia e appena ventenne cessò di vita nel 13 gennaio 1838.»
Un mese dopo la sua morte, i professori di Bologna eseguirono la loro sinfonia in un concerto commemorativo al Teatro del Corso.

## Opere per pianoforte
- Variazioni sopra un Tema dell'Opera: Norma di Bellini, p. Pfte, opera 1, Milano 1840;
- Variazioni sopra un Tema dell'Opera: La Straniera di Bellini, p. Pfte. opera 2, Milano 1840;
- Variazioni sul Tema: Si vencemmo nell'Opéra, Il Pirata di Bellini, p. Pfte. opera 3, Milano 1840;
- Cinque Valzer e Coda pag. Pfte op.5, Milano 1840;
- Cinque Valtzer e Coda pag. Pfte. opera 6, Milano 1840;
- Cinque Valtzer e Codo [sic] p. Pfte. opera 7, Milano 1840;
- Variazioni sul Tema: Avanti la tua costanza, dall'Opera: Anna Bolena di Donizetti p. Pfte. a 4 Mani op.8, Milano 1840;
- Sonata per pianoforte a quattro mani